# Les Canadiens sont là
Les Canadiens sont là est un moyen métrage québécois de Pierre Falardeau et Julien Poulin sorti en 1973. Il est décrit comme un « documentaire satirique sur une exposition d'art moderne, Canadiennes, à Paris... Un projet de commande du Conseil des arts du Canada qui a mal tourné » par ses réalisateurs.

## Fiche technique
- Pays d'origine :  Canada
- Langue : français
- Durée : 46 minutes 15 secondes
- Production: Pea Soup Films